# Bactrocera sumatrana
Bactrocera sumatrana är en tvåvingeart som först beskrevs av Hardy 1983.  Bactrocera sumatrana ingår i släktet Bactrocera och familjen borrflugor. Inga underarter finns listade.